# Вильянуэва (Гуахира)
Вильянуэва (исп. Villanueva) — город и муниципалитет на северо-востоке Колумбии, на территории департамента Гуахира.

## История
Город был основан 16 января 1662 года.

## Географическое положение

Муниципалитет Вильянуэва

Город расположен в южной части Гуахиры, в долине реки Сесар, на расстоянии приблизительно 102 километров к юго-юго-западу (SSW) от Риоачи, административного центра департамента. Абсолютная высота — 278 метров над уровнем моря.

Площадь муниципалитета составляет 265 км².

## Население
По данным Национального административного департамента статистики Колумбии, совокупная численность населения города и муниципалитета в 2012 году составляла 26 610 человек.
Динамика численности населения города по годам:
| 2005   | 2006   | 2007   | 2008   | 2009   | 2010   | 2011   | 2012   |
| ------ | ------ | ------ | ------ | ------ | ------ | ------ | ------ |
| 23 538 | 24 036 | 24 494 | 24 943 | 25 380 | 25 798 | 26 219 | 26 610 |

Согласно данным переписи 2005 года мужчины составляли 49,4 % от населения города, женщины — соответственно 50,6 %. В расовом отношении белые и метисы составляли 84,8 % от населения города; негры, мулаты и райсальцы — 14,5 %; индейцы — 0,7 %.
Уровень грамотности среди всего населения составлял 88,1 %.

## Экономика
Основу экономики Вильянуэвы составляет сельскохозяйственное производство.

55,7 % от общего числа городских и муниципальных предприятий составляют предприятия торговой сферы, 32 % — предприятия сферы обслуживания, 9,9 % — промышленные предприятия, 2,4 % — предприятия иных отраслей экономики.